# Nils-Eric Johansson
Nils-Eric Johansson est un footballeur suédois, né le 13 janvier 1980 à Stockholm en Suède. Il évolue comme arrière gauche.

## Sélection
- Suède : 3 sélections

Nils-Eric a connu ses 3 sélections lors de l'année 2002 lorsqu'il jouait aux Blackburn Rovers, toutes comme remplaçant. Depuis, il n'est plus apparu dans le groupe suédois.

## Palmarès
Bayern Munich
- Champion de Bundesliga (1) : 1999.

 1.FC Nuremberg
- Champion de 2.Bundesliga (1) : 2001

 Blackburn Rovers
- Vainqueur de la Coupe de la Ligue d'Angleterre (1) : 2002

 AIK Solna
- Champion de Suède (1) : 2009
- Vainqueur de la Coupe de Suède (1) : 2009
- Vainqueur de la Supercoupe de Suède (1) : 2010